# Indlandsstat
En indlandsstat er en stat uden kystlinje. Der findes i alt 45 sådanne stater.
Historisk har man betragtet indlandsstater som værende i ufordelagtig situation. Det afskærer staten fra maritime ressourcer som fiskeri og – måske endnu vigtigere – søværts handel, der stadig i dag udgør en stor del af den internationale handel. Globalt set er der en tendens til, at kystnære områder er rigere og tættere befolket end indlandsområder.
Stater har derfor også været optaget af ikke at blive indlandsstater. Association Internationale Africaine (reelt Leopold 2. af Belgien), der ejede Fristaten Congo (nuværende Demokratiske Republik Congo), blev således ved Berlinkonferencen i 1885 tildelt en tynd stribe land, der skar gennem Angola, så fristaten blev forbundet med havet. Republikken Ragusa solgte engang byen Neum til Det Osmanniske Rige, hvorfra den senere kom til Bosnien og Hercegovina og giver adgang til Adriaterhavet. Efter 1. verdenskrig fik Polen den polske korridor vest for Danzig og herved adgang til Østersøen. Donau blev internationaliseret så indlandsstaterne Østrig og Ungarn kunne få sikker adgang til Sortehavet.
Tab af adgang til havet vil ofte være et alvorligt problem for en stat. Den succesfulde løsrivelsesbevægelse i Eritrea og den nuværende i Montenegro modarbejdes i højere grad, fordi de kontrollerer staternes eneste kystlinje. Bolivia mistede sin kystlinje til Chile under Salpeterkrigen (1879-1884) og Bolivias forfatning indeholder fortsat krav om genindsættelse i området. Ungarn mistede sin kystlinje med Trianon-traktaten i 1920.
FN's Havretskonvention (UNCLOS) giver i dag indlandsstater ret til adgang til og fra havet uden afgift til transitstaterne. FN har et hjælpeprogram for ulande, der er indlandsstater. Lederen af hjælpeprogrammet har siden 2002 været Anwarul Karim Chowdhury.
Nogle stater har en betydelig kystlinje, der imidlertid ikke er umiddelbart brugbar. For eksempel var Ruslands eneste havne ved Ishavet og derfor tilfrosne store dele af året. Ønsket om havne ved varmere farvande var en stor motivation for russisk ekspansion mod Østersøen, Sortehavet og Stillehavet. Kaliningrad er den dag i dag vigtig for Rusland pga. beliggenheden ud til Østersøen.
For nogle indlandsstater er situationen ekstra besværlig, da de er indkapslet af andre indlandsstater, og man således skal krydse mindst to grænser for at komme til havet. Der er kun to sådanne "dobbeltindlandsstater": Liechtenstein i Europa og Usbekistan i Centralasien.
Det modsatte af en indlandsstat, altså en stat, der ikke har nogen landegrænser, er en østat.

## Indlandsstater
| 1. Afghanistan 2. Andorra 3. Armenien 4. Aserbajdsjan 5. Bhutan 6. Bolivia 7. Botswana 8. Burkina Faso 9. Burundi 10. Centralafrikanske Republik 11. Etiopien 12. Hviderusland 13. Kasakhstan 14. Kirgisistan 15. Kosovo | 1. Laos 2. Lesotho 3. Liechtenstein 4. Luxembourg 5. Makedonien 6. Malawi 7. Mali 8. Moldova 9. Mongoliet 10. Nepal 11. Niger 12. Paraguay 13. Rwanda 14. San Marino 15. Schweiz | 1. Serbien 2. Slovakiet 3. Swaziland 4. Sydsudan 5. Tadsjikistan 6. Tchad 7. Tjekkiet 8. Turkmenistan 9. Uganda 10. Ungarn 11. Usbekistan 12. Vatikanstaten 13. Zambia 14. Zimbabwe 15. Østrig |

 Der er for få eller ingen kildehenvisninger i denne artikel, hvilket er et problem. Du kan hjælpe ved at angive troværdige kilder til de påstande, som fremføres i artiklen.

| Geografi/geologi | Spire Denne artikel om geografi er en spire som bør udbygges. Du er velkommen til at hjælpe Wikipedia ved at udvide den. |